# TACA Airlines
TACA är ett flygbolag som sedan år 2009 infår i Avianca som ägs av Synergy Group S.A i Brasilien.
Grupo TACA eller allmänt kallat TACA är ett sydamerikanskt flygbolag, som i sig består av sex andra flygbolag.
Dessa är:
- TACA International (El Salvador)
- TACA de Honduras (Honduras)
- TACA Peru (Peru) (2 Airbus A319)
- NICA (Nicaragua) (Slutade flyga 2004)
- Lacsa (Costa Rica) (Flygs av TACA)
- Aviateca (Guatemala) (2 Egna ATR 42 plus en Airbus A319)

## Historia
TACA grundades 1931 i Honduras av en nyzeeländare. Mellan år 1989 och 1995 byggdes Grupo TACA upp genom att TACA började samarbeta med de andra bolagen förutom TACA Peru, som grundades 1999.

## Flotta
| Typ             | Antal           | Motor      | Passagerare (Clase Ejecutiva/Economic) | Rutter                | Övrigt |
| --------------- | --------------- | ---------- | -------------------------------------- | --------------------- | ------ |
| Airbus A319-100 | 11              | IAE V2500  | 124 (12/112)                           | Kort och medeldistans |        |
| Airbus A320-200 | 23              | IAE V2500  | 154 (12/142)                           | Kort och medeldistans |        |
| Airbus A321-200 | 4               | IAE V2500  | 194 (12/182)                           | Kort och medeldistans |        |
| Embraer 190     | 11 (2 på order) | GE CF34-10 | 96(8/88)                               | Kort och medeldistans | '      |